# Leptocera breviceps
Leptocera breviceps är en tvåvingeart som först beskrevs av Christian Stenhammar 1854.  Leptocera breviceps ingår i släktet Leptocera och familjen hoppflugor. Inga underarter finns listade i Catalogue of Life.